# Art tibétain

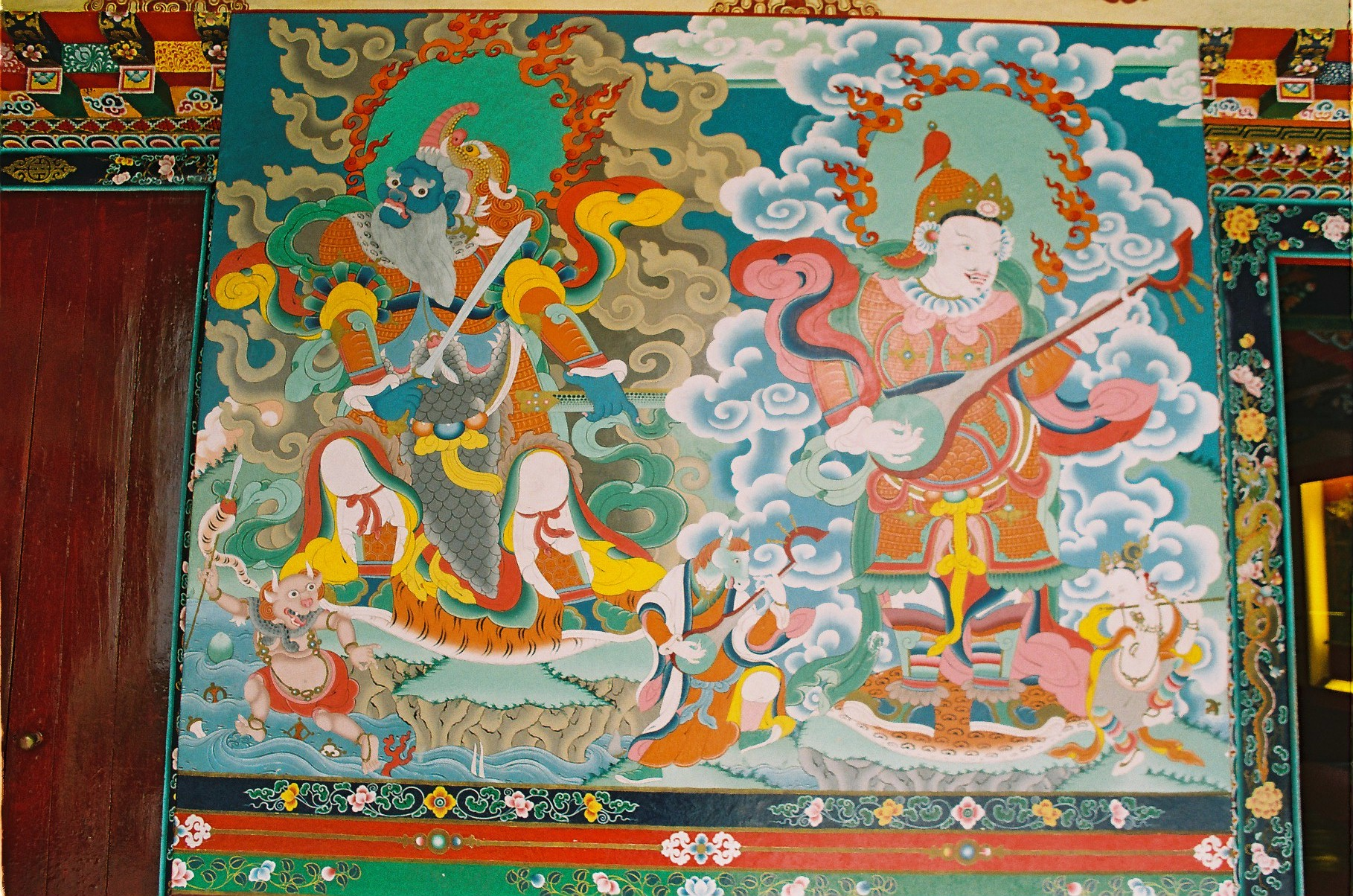
Une thangka peinte au Sikkim

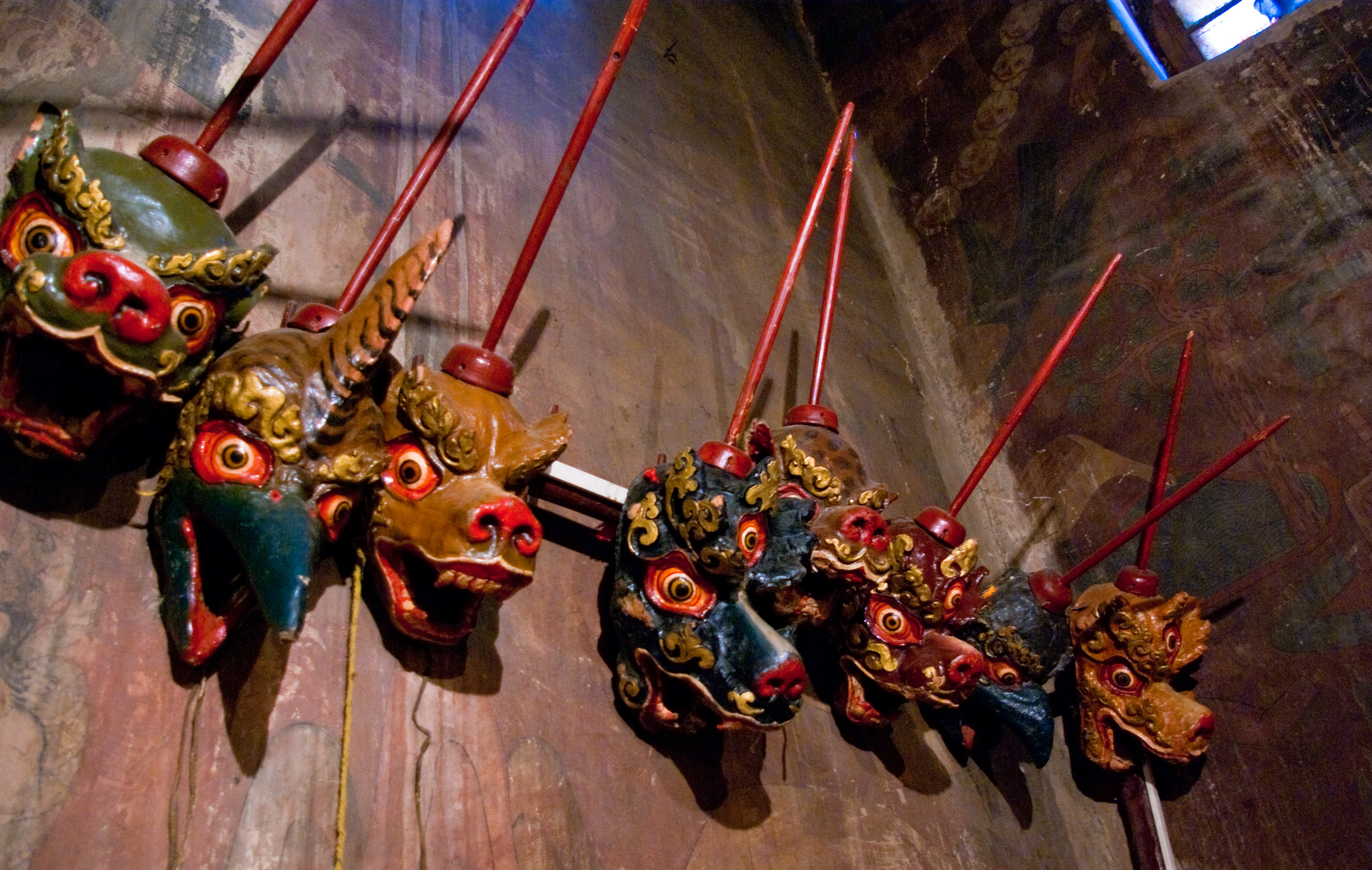

Le terme art tibétain fait référence à l'art du Tibet et d'autres royaumes de l'Himalaya, présents et passés (le Bhoutan, le Ladakh, le Népal et le Sikkim).
L'art tibétain est avant tout une forme d'art sacré, qui reflète l'influence dominante du bouddhisme tibétain sur ces cultures. 
L'art du Tibet peut être étudié sous l'angle des influences qui l'ont nourri au cours des siècles.

## Historique
L'art tibétain est indissociable de la  pratique religieuse dont il est un des vecteurs.

## Influences

### Influence hellénique
Les conquêtes d'Alexandre le Grand ont importé des influences artistiques grecques dans l'Inde du IVe siècle av. J.-C. La technique statuaire grecque, influençant les centres bouddhistes des actuels Afghanistan et Pakistan, a conduit à une nouvelle synthèse gréco-bouddhiste. Alors que la représentation statuaire de Bouddha n'était jusqu'alors pas standardisée, les modèles grecs ont inspiré la création pour les temples de statues de Bouddha aussi bien de bronze que de pierre.

### Influence bouddhiste Mahâyâna
Lors de l'émergence du Bouddhisme Mahâyâna en tant qu'école séparée, au IVe siècle av. J.-C., s'est accentué le rôle des bodhisattvas, êtres compatissants qui renoncent à leur propre accession au nirvāna pour aider les autres. Depuis des temps anciens, de nombreux bodhisattvas étaient des sujets de la statuaire. Le bouddhisme tibétain, en tant que descendant du bouddhisme Mayahana, hérita de cette tradition. Un exemple de bodhisattva communément représenté dans l'art tibétain est la divinité Tchenrézi (Avalokitesvara), de l'école de bouddhisme Gelugpa, qui prend souvent les traits d'un saint aux mille bras, avec un œil au milieu de chaque main, symbolisant un personnage compatissant qui voit tout et entend les requêtes des hommes.

### Influence tantrique
De manière plus spécifique, le bouddhisme tibétain est une forme de bouddhisme tantrique ou bouddhisme vajrayâna, d'après le motif courant du vajra, le "diamant - coup de foudre" (dorje en tibétain).

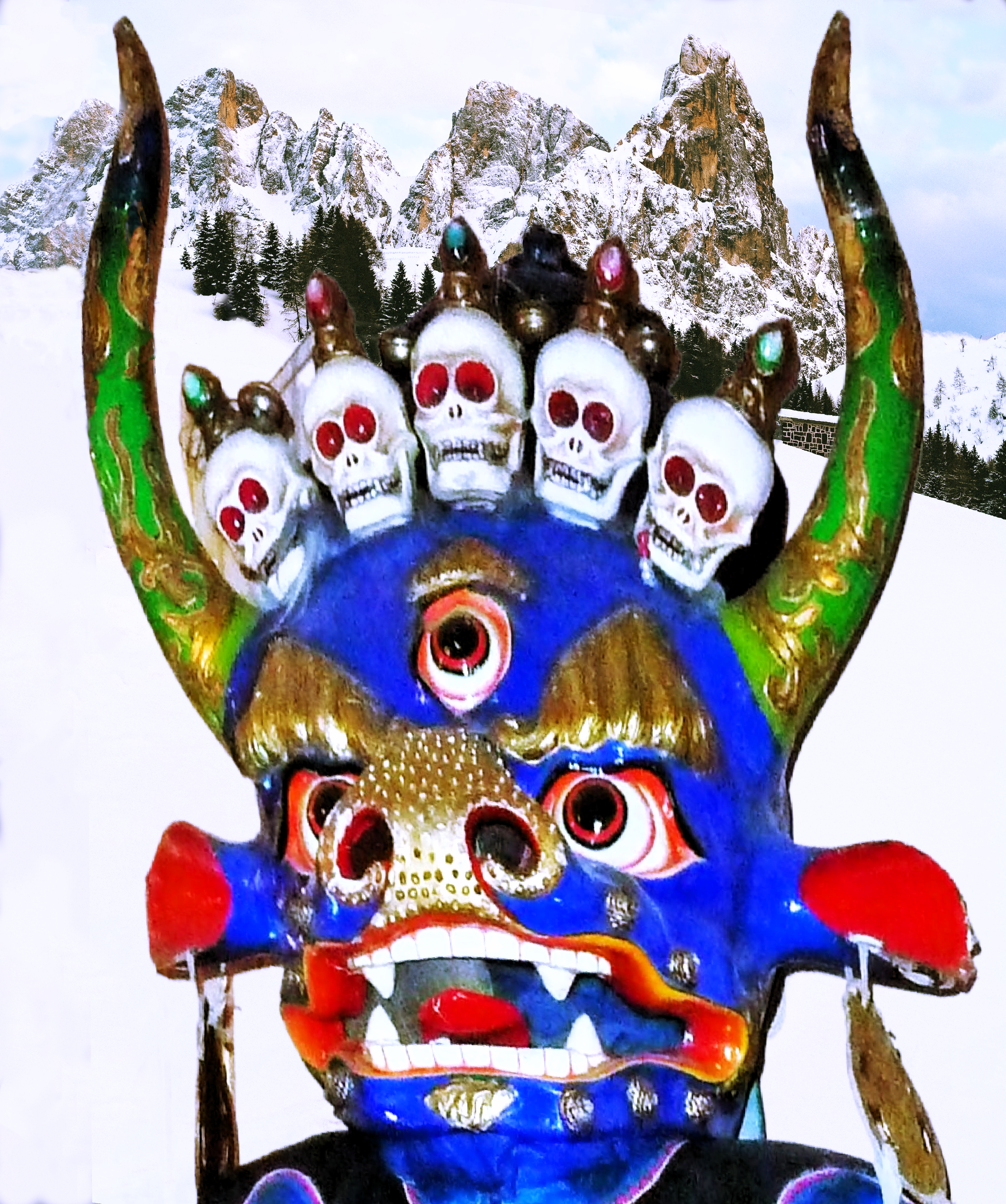
Masque de Yama bouddhisme tibétain dieu de la mort et seigneur des enfers

Un des aspects surprenants du Bouddhisme tantrique est la représentation courante de divinités courroucées, montrant souvent des visages en colère, portant des couronnes de flammes ou de cranes. Ces images représentent en fait les Protecteurs (dharmapala en sanscrit) dont l'allure redoutable s'oppose à une nature réellement compatissante. En fait, leur courroux est un signe de leur dévouement à la protection de l'enseignement dharma et des pratiques tantriques spécifiques en usage au monastère, afin de les prémunir contre toute corruption.

### Influence Bön
La religion chamanique indigène de l'Himalaya, connue sous le nom de Bön, donne à l'art tibétain un panthéon de divinités tutélaires locales. Dans les temples tibétains (connus sous le nom de lhakhang), les statues de Bouddha ou de Padmasambhava sont fréquemment appariées avec des statues de la divinité tutélaire du district qui apparaît souvent fâchée ou sombre. Ces dieux ont autrefois causé du tort et infligé des maladies à la population locale. Mais après l'arrivée de Padmasambhava, ces forces négatives ont été assujetties et sont désormais au service de Bouddha. 